# Спайби-Уотерс, Дина
Ди́на Луи́з Спа́йби-Уо́терс (англ. Dina Louise Spybey-Waters; 29 августа 1965, Колумбус, Огайо, США) — американская актриса

. Лауреат  Дневной премии «Эмми» (1993).

## Биография
Дина Луиз Спайби родилась 29 августа 1965 года в Колумбусе (штат Огайо, США). Спайби окончила Университет штата Огайо.
Дина дебютировала в кино в 1992 году, сыграв роль Бекки Белл в одном из эпизодов телесериала «Жизненные истории: Семьи в кризисе», за которую она получила Дневную премию «Эмми». Всего Спайби сыграла почти в сорока фильмах и телесериалах. Спайби-Уотерс иногда снимается в фильмах своего мужа.
С 10 ноября 2000 года Дина замужем за режиссёром Марком Уотерсом. У супругов есть две дочери — Зои Уотерс и Алекс Уотерс.

## Избранная фильмография
| Год  |    | Русское название                   | Оригинальное название                     | Роль                           |
| ---- | -- | ---------------------------------- | ----------------------------------------- | ------------------------------ |
| 1992 | с  | Жизненные истории: Семьи в кризисе | Lifestories: Families in Crisis           | Бекки Белл                     |
| 1996 | ф  | Большая ночь                       | Big Night                                 | Натали                         |
| 1996 | с  | Секретные материалы                | The X-Files                               | архивариус ФБР                 |
| 1996 | ф  | Стриптиз                           | Striptease                                | Моник-младшая                  |
| 1996 | ф  | Клуб первых жён                    | The First Wives Club                      | Элиз Элиот-Атчисон в молодости |
| 1997 | ф  | Гори, Голливуд, гори               | An Alan Smithee Film: Burn Hollywood Burn | Аллессандра                    |
| 1999 | с  | Журнал мод                         | Just Shoot Me!                            | Меган                          |
| 2001 | с  | Клиент всегда мёртв                | Six Feet Under                            | Трейси Монтроуз Блэр           |
| 2001 | с  | Фрейзер                            | Frasier                                   | Нанетт                         |
| 2002 | ф  | Джон Кью                           | John Q.                                   | Дебби Атли                     |
| 2002 | ф  | Во всей красе                      | Full Frontal                              | третья нанятая работница       |
| 2003 | ф  | Чумовая пятница                    | Freaky Friday                             | Дотти Робертсон                |
| 2003 | ф  | Особняк с привидениями             | The Haunted Mansion                       | Эмма                           |
| 2005 | с  | Джоуи                              | Joey                                      | Джуди                          |
| 2005 | ф  | Между небом и землёй               | Just like Heaven                          | Эбби Броуди                    |
| 2010 | мс | Соседи из ада                      | Neighbors from Hell                       | Марджо Сейнт Спаркс            |
| 2013 | с  | Американская семейка               | Modern Family                             | учительница рисования          |
| 2013 | с  | Ведьмы Ист-Энда                    | женщина в госпитале                       |                                |
| 2016 | с  | Безмолвный                         | Speechless                                | Дженнифер                      |